# Riviera-Côte d’Azur-Zeitung
Die Riviera-Côte d’Azur-Zeitung (RCZ) war eine deutschsprachige Auslandspublikation, die seit 1992 mit einer Auflage von rund 25.000 Exemplaren monatlich in Südfrankreich erschien. Sie berichtete über die französische und italienische Riviera sowie Monaco. Hauptzielgruppen waren deutschsprachige Touristen und Residenten in der mondänen Mittelmeer-Region zwischen Marseille und Genua. Redaktion und Verlag saßen in Nizza. Der Verlag namens Mediterraneum Editions gab neben der deutschsprachigen Zeitung auch das englischsprachige Monatsblatt The Riviera Times (seit 2002), eine italienische Ausgabe (ab 2003) und das Adressverzeichnis Riviera A–Z heraus. Gründerin, Chefredakteurin und Verlegerin war bis 2018 Petra Hall.
2015 wurde die Riviera-Côte d’Azur-Zeitung in RivieraZeit umbenannt, sie erschien nunmehr im Verlag Riviera Press des französischen Unternehmers Sébastien Fraisse. Bereits im Januar 2016 wurde die RivieraZeit in völlig neuer Anmutung als zweimonatliches „Edel-Magazin“ mit stark vergrößertem, redaktionell gestaltetem Inhalt herausgegeben. Nachfolgerin von Petra Hall als Chefredakteurin wurde 2018 die Journalistin Aila Stöckmann, die bereits mehrere Jahre als Redakteurin für die Riviera-Côte d’Azur-Zeitung / RivieraZeit gearbeitet hatte. Als Folge der COVID-19-Pandemie in Frankreich wurde die RivieraZeit Ende 2020 eingestellt.
Die „RCZ“ war die einzige rein deutschsprachige Zeitung Frankreichs. In anderen französischen Regionen gibt es nur zweisprachige Publikationen (insgesamt etwas über 50). Die traditionell deutschsprachigen Regionen Elsass und Lothringen besitzen aufgrund der französischen Sprachpolitik keine komplett deutschsprachige Zeitung mehr.

## Belege
1. ↑  Au revoir, Petra Hall. In: RivieraZeit, Ausgabe Juli/August 2018, S. 10–11.
2. ↑  Wer steckt hinter AZURBLAU? (Memento vom 21. Februar 2024 im Internet Archive). Im Original publiziert von Aila Stöckmann auf https://azurblau.fr/.